# 4-й округ департамента Кальвадос
4-й избирательный округ департамента Кальвадос включает семь коммун округа Кан и сто одиннадцать коммун округа Лизьё. Общая численность избирателей, включенных в списки для голосования в 2012 г. — 97 731 чел.
Избранным депутатом Национального собрания по 4-му округу является Николь Амлин (Nicole Ameline, Республиканцы).
|  | Начало срока      | Конец срока       | Депутат         | Партия                                    |
|  | ----------------- | ----------------- | --------------- | ----------------------------------------- |
|  | 20 июня 2012 г.   | 19 июня 2017 г.   | Николь Амлин    | Союз за народное движение / Республиканцы |
|  | 20 июня 2007 г.   | 19 июня 2012 г.   | Николь Амлин    | Республиканцы                             |
|  | 19 июня 2002 г.   | 19 июня 2007 г.   | Николь Амлин    | Республиканцы                             |
|  | 12 июня 1997 г.   | 18 июня 2002 г.   | Николь Амлин    | Республиканцы                             |
|  | 02 апреля 1993 г. | 21 апреля 1997 г. | Николь Амлин    | Союз за французскую демократию            |
|  | 23 июня 1988 г.   | 01 апреля 1993 г. | Мишель д'Орнано | Союз за французскую демократию            |

## Результаты выборов
Выборы депутатов Национального собрания 2012 г.:
|                | Кандидат            | Партия                    | Первый тур | Первый тур     | Второй тур | Второй тур |
| Кол-во голосов | Кандидат            | Партия                    | % голосов  | Кол-во голосов | % голосов  |            |
| -------------- | ------------------- | ------------------------- | ---------- | -------------- | ---------- | ---------- |
|                | Николь Амлин        | Союз за народное движение | 23 194     | 41,04          | 29 071     | 52,89      |
|                | Клементин ле Маррек | Социалистическая партия   | 17 315     | 30,64          | 25 891     | 47,11      |
|                | Жиль Лебретон       | Национальный фронт        | 7 120      | 12,60          |            |            |
|                | Пьер Мураре         | Левый фронт               | 4 957      | 8,77           |            |            |
|                | Паскаль Шапель      | Партия зеленых            | 1 805      | 3,19           |            |            |
|                | Пьер-Клод де Жонкур | Разные правые             | 873        | 1,54           |            |            |
|                | Арлетт Жирон        | Разные правые             | 678        | 1,20           |            |            |
| Прочие         | Прочие              | Прочие                    |            | менее 1 %      |            |            |

Выборы депутатов Национального собрания 2007 г.:
|                | Кандидат               | Партия                            | Первый тур | Первый тур |
| Кол-во голосов | Кандидат               | Партия                            | % голосов  |            |
| -------------- | ---------------------- | --------------------------------- | ---------- | ---------- |
|                | Николь Амлин           | Союз за народное движение         | 26 446     | 53,37      |
|                | Дамьен Сеслен          | Социалистическая партия           | 10 613     | 21,42      |
|                | Фредерик Шазаль        | Новый центр                       | 2 675      | 5,40       |
|                | Пьер Мураре            | Коммунистическая партия           | 2 307      | 4,66       |
|                | Колетт Гадьо           | Национальный фронт                | 1 830      | 3,69       |
|                | Эммануэль Мари         | Охота, рыбалка, природа, традиции | 1 459      | 2,94       |
|                | Николь Фернандес Браво | Партия зеленых                    | 1 271      | 2,56       |
|                | Мариз Бувар            | Движение за Францию               | 747        | 1,51       |
|                | Мишель Сидорчук        | Крайне левые                      | 704        | 1,42       |
| Прочие         | Прочие                 | Прочие                            |            | менее 1 %  |